# Hiệp định chung về Thương mại Dịch vụ
Hiệp định chung về Thương mại Dịch vụ (tiếng Anh: General Agreement on Trade in Services, viết tắt là GATS) là một hiệp định của Tổ chức Thương mại Thế giới (WTO). Hiệp định được ký kết sau khi kết thúc Vòng đàm phán Uruguay và bắt đầu có hiệu lực kể từ ngày 1 tháng 1 năm 1995. Hiệp định được thiết lập nhằm mở rộng phạm vi điều chỉnh của hệ thống thương mại đa phương sang lĩnh vực dịch vụ chứ không chỉ điều chỉnh một mình lĩnh vực thương mại hàng hóa như trước đó.
Tất cả các thành viên của WTO đều tham gia GATS. Các nguyên tắc cơ bản của WTO về đãi ngộ tối huệ quốc và đãi ngộ quốc gia cũng đều áp dụng với GATS.

## Nguyên nhân
Trong suốt một thời gian dài, người ta cho rằng không cần thiết phải có một hiệp định về thương mại dịch vụ vì theo truyền thống, hầu hết các hoạt động dịch vụ đều là những hoạt động diễn ra trong phạm vi của một quốc gia và khó có thể tiến hành giao dịch qua biên giới. Chẳng hạn như khi chúng ta đi cắt tóc hoặc đi khám bệnh, thường thì cả người cung cấp dịch vụ và người sử dụng dịch vụ đều là người trong cùng một nước. Hơn nữa, một số lĩnh vực như vận tải đường sắt hay viễn thông thường được xem như những lĩnh vực mà nhà nước nắm toàn quyền sở hữu và kiểm soát do tầm quan trọng về cơ sở hạ tầng của chúng cũng như bản chất độc quyền tự nhiên của chúng. Những lĩnh vực quan trọng khác như y tế, giáo dục, và dịch vụ bảo hiểm cơ bản được nhiều quốc gia coi là bổn phận của nhà nước do tầm quan trọng của chúng đối với xã hội và liên kết các vùng miền. Vì thế, những lĩnh vực dịch vụ này được kiểm soát rất chặt chẽ và việc cung cấp chúng không nhằm mục tiêu lợi nhuận.
Tuy nhiên, trong một số lĩnh vực dịch vụ, đặc biệt là dịch vụ tài chính quốc tế và vận tải biển, từ hàng thế kỷ nay đã có sự trao đổi xuyên biên giới. Chúng là những lĩnh vực hỗ trợ đắc lực cho thương mại hàng hóa phát triển. Những lĩnh vực khác cũng đang trải qua những thay đổi cơ bản mang tính kỹ thuật cũng như những thay đổi về luật lệ điều chỉnh, dẫn đến việc tham gia ngày càng nhiều hơn của khu vực tư nhân và sự giảm dần các hàng rào cản trở cho những ai muốn tham gia. Sự phát triển của giao thông vận tải, thông tin liên lạc và Internet cũng khiến cho ngày càng có nhiều loại dịch vụ có thể thực hiện được khi người cung cấp dịch vụ và người sử dụng dịch vụ có quốc tịch khác nhau. Những dịch vụ như ngân hàng điện tử, khám bệnh từ xa, hay du học, phát triển được chính là nhờ điều đó. Nhiều chính phủ cũng đã cho phép cạnh tranh trong những lĩnh vực dịch vụ trước đây họ giữ độc quyền, chẳng hạn như viễn thông.

## Bốn phương thức cung cấp dịch vụ
GATS chia ra bốn phương thức cung cấp dịch vụ mang tính thương mại quốc tế:
1. Cung cấp qua biên giới: việc cung cấp dịch vụ được tiến hành từ lãnh thổ của một nước này sang lãnh thổ của một nước khác. Ví dụ: Gọi điện thoại quốc tế, khám bệnh từ xa trong đó bệnh nhân và bác sĩ khám ngồi ở hai nước khác nhau.
2. Tiêu dùng ngoài lãnh thổ: người sử dụng dịch vụ mang quốc tịch một nước đi đến một nước khác và sử dụng dịch vụ ở nước đó. Ví dụ: Sửa chữa tàu biển, Lữ hành, Du học, chữa bệnh ở nước ngoài.
3. Hiện diện thương mại: người cung cấp dịch vụ mang quốc tịch một nước đi đến một nước khác, lập ra một pháp nhân và cung cấp dịch vụ ở nước đó. Ví dụ: một ngân hàng thương mại mở một chi nhánh ở nước ngoài.
4. Hiện diện thể nhân: người cung cấp dịch vụ là thể nhân mang quốc tịch một nước đi đến một nước khác và cung cấp dịch vụ ở nước đó. Ví dụ: Một giáo sư được mời sang một trường đại học ở nước ngoài để giảng bài.

## Phân loại các lĩnh vực dịch vụ
Theo tài liệu ký hiệu MTN.GNS/W/120 của Tổ chức Thương mại Thế giới, dịch vụ được chia thành 12 nhóm lớn, trong đó lại bao gồm nhiều phân nhóm khác nhau. 12 nhóm đó là:
1. Các dịch vụ kinh doanh. Ví dụ: tư vấn pháp lý, xử lý dữ liệu, nghiên cứu phát triển, nhà đất, cho thuê, quảng cáo,...
2. Các dịch vụ thông tin liên lạc. Ví dụ: bưu chính, viễn thông, truyền hình,...
3. Các dịch vụ xây dựng và kỹ thuật liên quan đến xây dựng. Ví dụ: xây dựng, lắp máy,...
4. Các dịch vụ phân phối. Ví dụ: bán buôn, bán lẻ,...
5. Các dịch vụ giáo dục.
6. Các dịch vụ môi trường. Ví dụ: vệ sinh, xử lý chất thải,...
7. Các dịch vụ tài chính. Ví dụ: ngân hàng, bảo hiểm,...
8. Các dịch vụ liên quan đến y tế và dịch vụ xã hội.
9. Các dịch vụ liên quan đến du lịch và lữ hành.
10. Các dịch vụ giải trí, văn hóa, và thể thao.
11. Các dịch vụ giao thông vận tải.
12. Các dịch vụ khác.